# Quercus griffithii
Quercus griffithii är en bokväxtart som beskrevs av Joseph Dalton Hooker, Thomas Thomson och Friedrich Anton Wilhelm Miquel. Quercus griffithii ingår i släktet ekar, och familjen bokväxter. Inga underarter finns listade.